# San Giusto (L9894)
San Giusto (L9894) je italská výsadková loď kategorie Amphibious Transport Dock. Je to třetí a poslední postavená jednotka třídy San Giorgio.

## Historie
Kýl lodi byl položen 19. srpna 1991 v loděnici Fincantieri. 2. prosince 1993 byla San Giusto spuštěna na vodu a dne 14. dubna 1994 byla uvedena do služby.
San Giusto se zúčastnila v roce 1997 albánské občanské války, mise INTERFET mezi lety 1999 a 2000 a války v Iráku v roce 2003. V letech 2008 a 2009 se loď účastnila mezinárodních cvičení DEEP BLUE/LONG KNIFE a LOYAL MARINER 09. San Giusto byla zapojena do operace Unified Protector v rámci občanské válce v Libyi. Loď byla roku 2012 zapojena do operace Atalanta, která má cíl omezit pirátství v oblasti Afrického rohu a Indického oceánu.